# پیز کاشگلیا
پیز کاشگلیا (به لاتین: Piz Caschleglia) یک کوه در سوئیس است که در کانتون گراوبوندن واقع شده‌است. پیز کاشگلیا ۲٬۹۳۶ متر بالاتر از سطح دریا واقع شده‌است.